# أزاتبيك أوموربيكوف
عزاتبك أسانبيكوفيتش أوموربيكوف ((بالروسية: Азатбек Асанбекович Омурбеков)‏, (بالقيرغيزية: Азатбек Асанбекович Өмүрбеков)‏; born ق. 1982)هو قيرغيزستان روسي المولد عقيد يقال إنه يرأس لواء بندقية آلية منفصلة 64 ، وهي وحدة يشتبه بارتكابها جرائم حرب في الأوكرانية بلدة بوتشا. وقد أطلقت عليه وسائل الإعلام لقب «جزار بوتشا». في تشرين الثاني (نوفمبر) 2021، نال مباركة من الكنيسة الأرثوذكسية الروسية.

## السيرة الذاتية
وُلد عزتبيك أسانبيكوفيتش أوموربيكوف في قرية جاناك، في ما يُعرف الآن بـ قيرغيزستان. أوموربيك أتابيكوف، جد أوموربيكوف، كان من أصل قرغيزي من عشيرة تشيكي من قبيلة باغيش. جده الآخر، أحد قدامى المحاربين في الحرب العالمية الثانية، من نكوص (مدينة) ، قرقل باغستان.
خدم والد عزاتبك، العقيد أسان أوموربيكوف، في الجيش طوال حياته، بما في ذلك حراسة الحدود القرغيزية لما يقرب من 10 سنوات. شقيقه، أسكاربيك أوموربيكوف، هو الآن برتبة مقدم في جهاز الأمن الفيدرالي الروسي. صرح عزاتبك أنه يعتزم في المستقبل العودة إلى نظام وزارة الدفاع في قيرغيزستان.
أصبح أوموربيكوف معروفًا للجمهور بعد موقع صحافة المواطن الأوكراني InformNapalm الاختراق الضابط، حيث كشف الكثير من معلوماته الشخصية للجمهور. وفقًا لـ InformNapalm ، فإن أوموربيكوف هو مقدم يبلغ من العمر 40 عامًا كان يقود القوات الروسية خلال معركة بوتشا. ذي إندبندنت said it was unable لتأكيد أو التحقق من المطالبات.

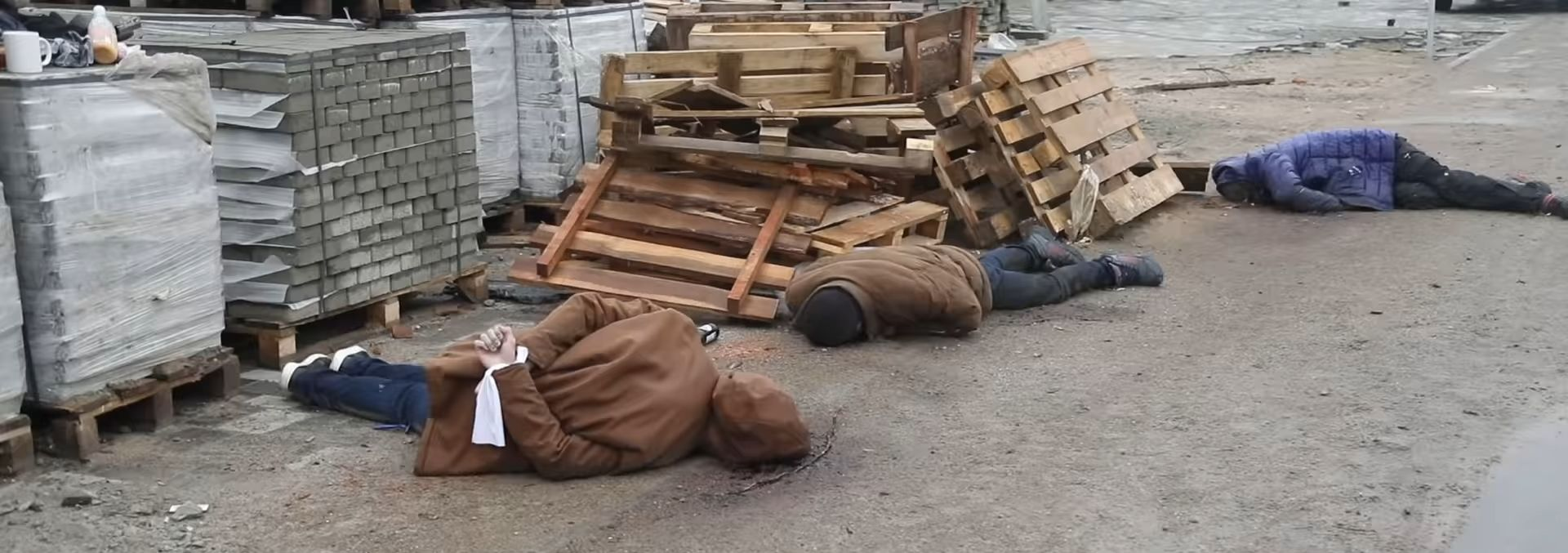
القتلى المدنيون في مذبحة في بوتشا ارتكبها رجال أوموربيكوف.

قام الرئيس الأوكراني فولوديمير زيلينسكي بزيارة بوتشا في 4 أبريل 2022. ثم تحدث عن جرائم حرب يُزعم أن القوات الروسية ارتكبتها. وزُعم أن القوات بقيادة أوموربيكوف قتلت مدنيين عزل واغتصبت النساء والأطفال. تم اكتشاف مقابر جماعية بعد أن غادرت القوات الروسية البلدة. ثم دعا زيلينسكي إلى محكمة على غرار محكمة نورمبرغ للتحقيق في جرائم الحرب الروسية ومقاضاة مرتكبيها.

## العقوبات
منذ 21 أبريل 2022، يخضع أوموربيكوف للعقوبات البريطانية.